# Excelsior Geyser
Pour les articles homonymes, voir Excelsior.
Excelsior Geyser est un geyser de type « fontaine » situé dans le Midway Geyser Basin dans le parc national de Yellowstone aux États-Unis.
Lors de ses éruptions, il débite environ 17 000 litres d'eau très minéralisée par minute,.

## Histoire
Jusqu'en 1890, c'était un geyser actif atteignant 61 mètres de hauteur, puis un effondrement de sa cheminée en fit une simple source chaude.
Du 14 au 16 septembre 1985, il entra à nouveau en éruption, avec un panache d'eau et de vapeur atteignant jusque 16 mètres (en moyenne 9 mètres), pendant 2 minutes à intervalles de 5 à 66 minutes.

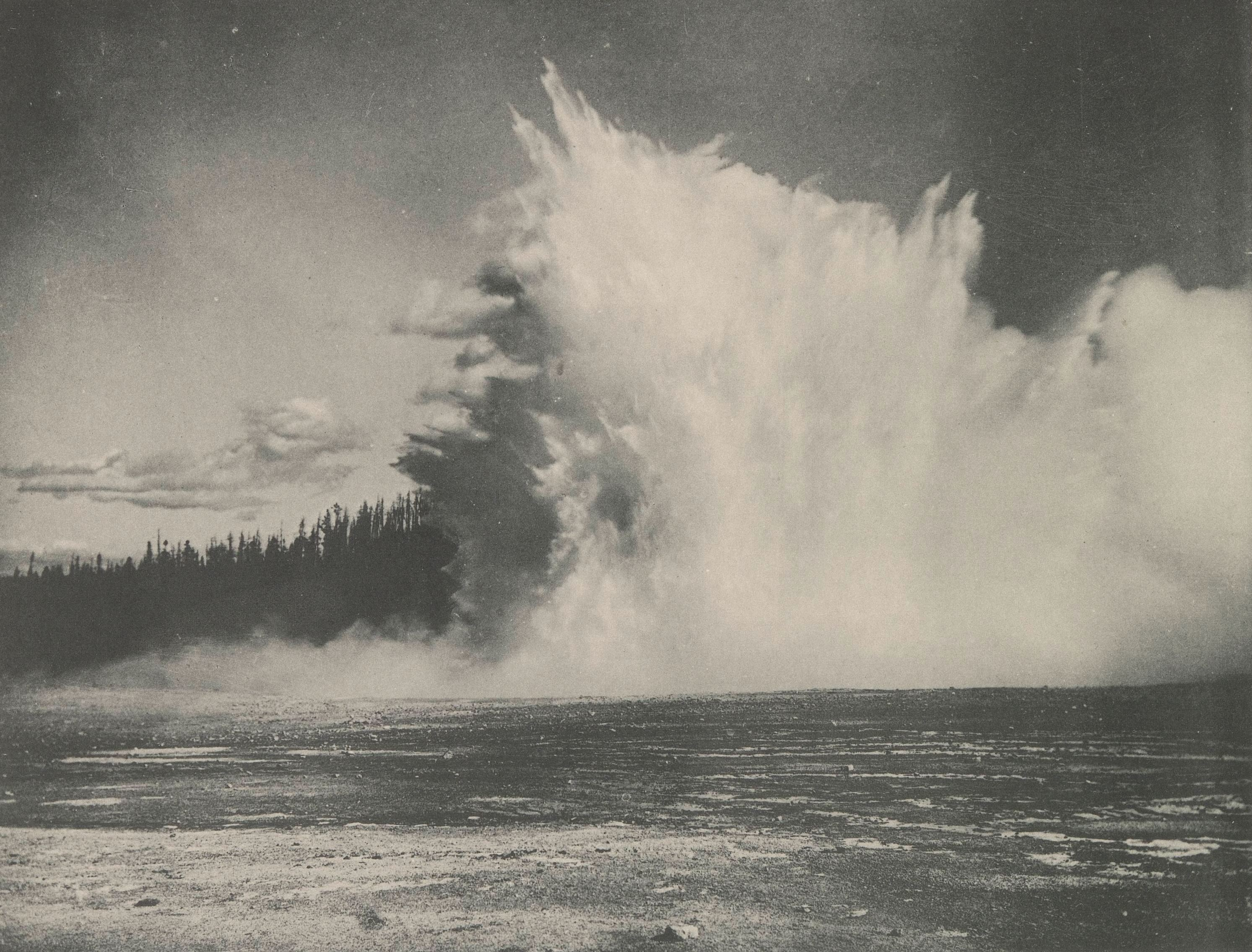
Seule photographie connue d'Excelsior Geyser en éruption en 1885.
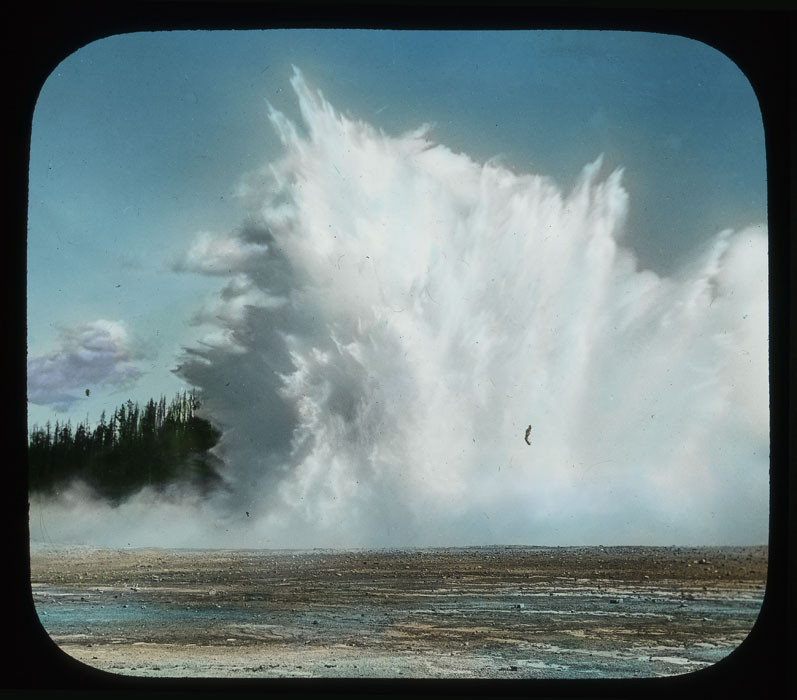
Excelsior Geyser en 1888.
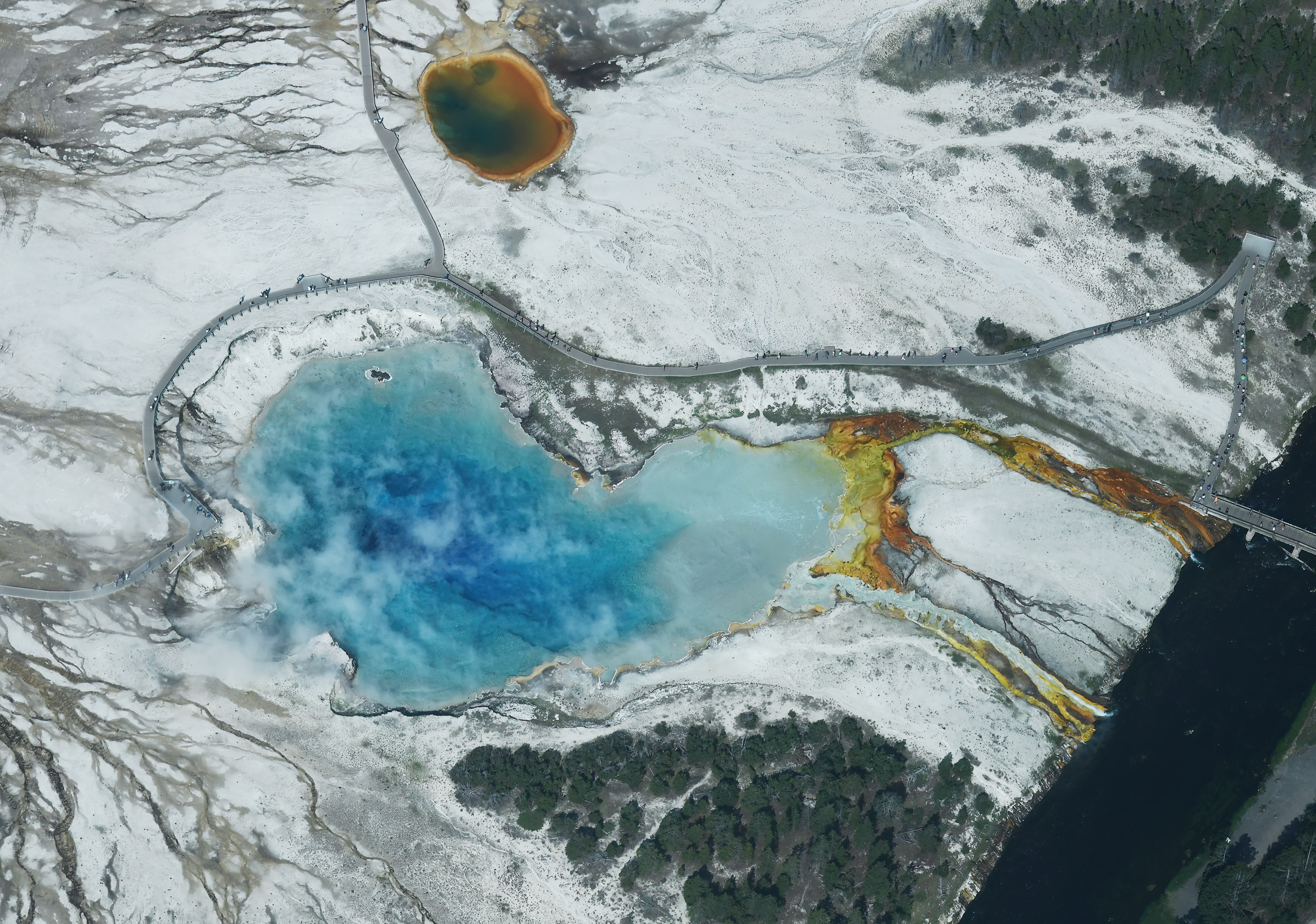
Vue aérienne d'Excelsior Geyser en 2022.